# Middle Valley
Middle Valley is een plaats (census-designated place) in de Amerikaanse staat Tennessee, en valt bestuurlijk gezien onder Hamilton County.

## Demografie
Bij de volkstelling in 2000 werd het aantal inwoners vastgesteld op 11.854.

## Geografie
Volgens het United States Census Bureau beslaat de plaats een oppervlakte van
35,8 km², waarvan 31,4 km² land en 4,4 km² water.

## Plaatsen in de nabije omgeving
De onderstaande figuur toont nabijgelegen plaatsen in een straal van 16 km rond Middle Valley.